# Gare centrale de Münster
La gare centrale de Münster est la plaque tournante la plus importante du transport ferroviaire de voyageurs du pays de Münster et, avec plus de 60 000 passagers par jour, elle appartient à la deuxième catégorie de prix la plus élevée de DB Station&Service,. La première gare ferroviaire a été construite à Münster en 1848 lors de la construction d'une ligne secondaire en provenance d'Hamm. Après la Seconde Guerre mondiale, un nouveau bâtiment est construit, qui est démoli en 2015. La gare, entièrement rénovée, est inaugurée le 24 juin 2017
Aujourd'hui, cinq lignes principales électrifiées et quatre lignes régionales, dont une sans trafic voyageurs (la ligne Münster-Warstein (de) de la WLE (de)), mènent dans toutes les directions. Il n'existe plus de nœuds ferroviaires pour le trafic de marchandises dans le pays de Münster. Les voies de la gare de marchandises adjacente servent au stationnement et au retournement des trains de marchandises.

## Histoire de la gare

### 1848–1855
Compagnie des chemins de fer de Münster-Hamm (de)
Münster reçoit sa première gare ferroviaire en 1848, lorsque la capitale provinciale de l'époque de Westphalie devient le terminus d'une ligne secondaire d'Hamm à Münster. À Hamm, cette ligne secondaire est reliée à la ligne principale de la compagnie des chemins de fer de Cologne-Minden. L'ère du chemin de fer commence avec une grande fête le 25 mai 1848. Le bâtiment de la gare est construit devant la porte Servatii, entre l'actuel Albersloher Weg et la Wolbecker Straße. Environ un mois après l'ouverture de la ligne au trafic voyageurs, le trafic fret commence. Le succès du nouveau moyen de transport n'est cependant pas retentissant au cours des premières années. En moyenne, 100 passagers sont enregistrés par train.

### 1855–1880
Compagnie des chemins de fer royaux de Westphalie (KWE)
En 1855, les tâches sont transférées de la compagnie de chemin de fer de Münster-Hamm à la compagnie des chemins de fer royaux de Westphalie. En juillet 1855, la société transfère son siège social de Paderborn à Münster. De plus, les temps de trajet sont raccourcis car il y a désormais des trains directs reliant Münster à Warburg (Westphalie). En 1856, la ligne Münster-Rheine (de) est mise en service. Cette ligne est reliée à la ligne de l'Ouest hanovrien Löhne-Rheine-Emden à Rheine.
Compagnie des chemins de fer de Cologne-Minden (CME)
La concession pour la construction de la liaison ferroviaire de la région de la Ruhr ou de Venlo via Münster à Hambourg est attribuée à la compagnie des chemins de fer de Cologne-Minden en 1866. Le tronçon Wanne-Münster de cette ligne est ouvert en 1870. Dans les années 1871/73, la liaison vers Osnabrück et Hambourg est établie. Cela donne à Münster un accès direct aux ports allemands de la mer du Nord. Une autre gare est construite à l'Est de la gare KWE. Cette gare est construite comme solution temporaire afin qu'une gare commune puisse être créée pour les deux compagnies ferroviaires.
Compagnie des chemins de fer de Münster-Enschede
Au début des années 1860, des efforts sont faits dans le pays de Münster occidental pour promouvoir l'économie locale en construisant une liaison ferroviaire de Münster via Gronau à Enschede. Les travaux de construction commencent en juin 1872, mais la compagnie ferroviaire connaît des difficultés financières en 1874. KWE reprend la gestion. Le 30 septembre 1875, la ligne vers Enschede (de) est ouverte. La compagnie du chemin de fer de Münster-Enschede utilise les parties de la gare du KWE.

### 1880–1919

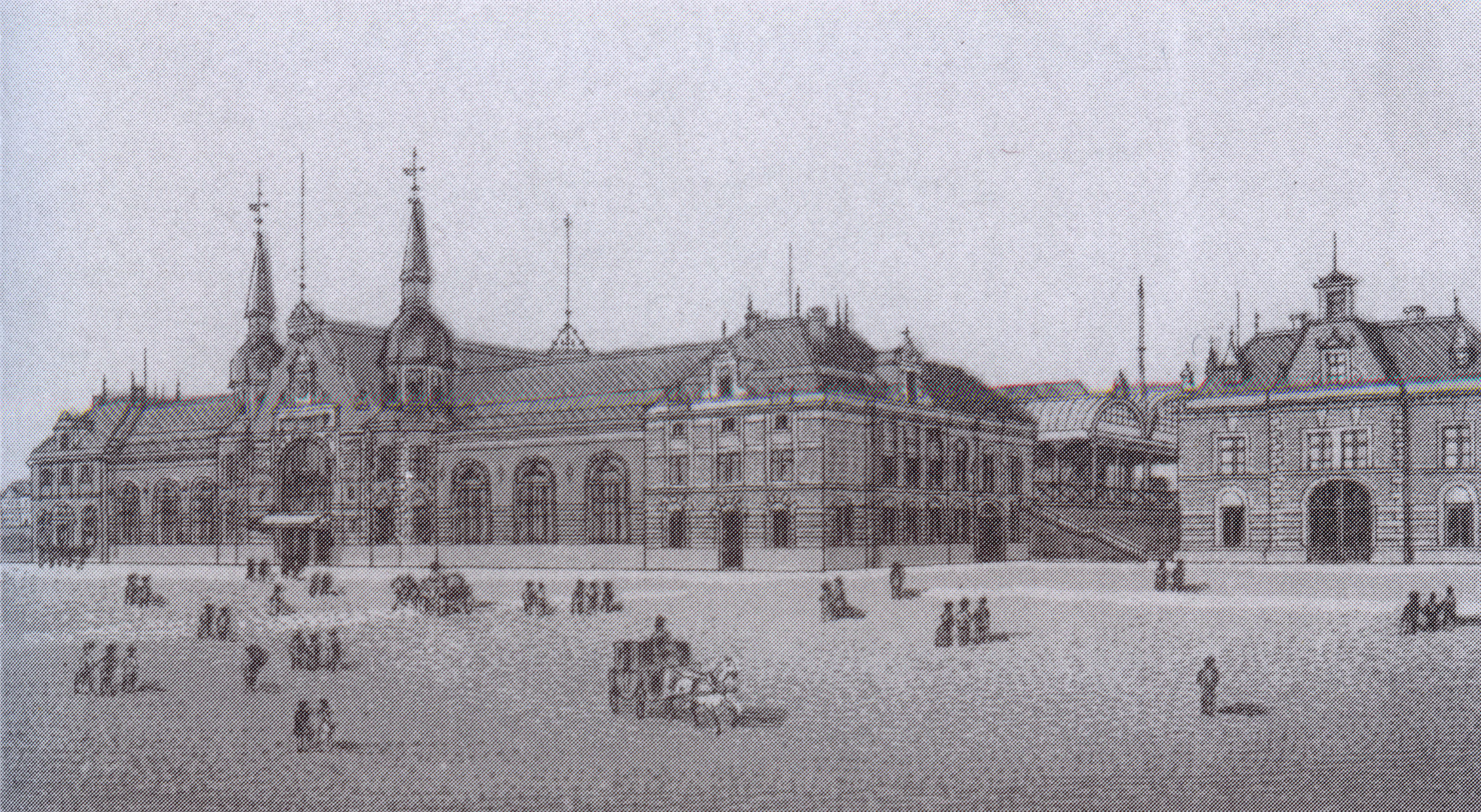
Gare centrale de Münster 1890

Après la nationalisation des compagnies ferroviaires privées au sein des chemins de fer prussiens, tous les chemins de fer de Münster sont à partir de 1881 propriété de l'État. En 1875, des parties des communes de Lamberti et de St. Mauritz est constituée en commune. L'autorité de planification pour la zone autour de la gare est désormais entre les mains de la ville de Münster. Les moyens financiers pour la construction d'une gare centrale sont débloqués en 1885. L'ouverture de la gare centrale a lieu le 1er octobre 1890. Après les plans initiaux d'une ligne à voie étroite de Münster à Telgte, la ligne de Münster via Warendorf à Rheda est construite à voie standard. L'exploitation ferroviaire entre Münster et Warendorf commence le 8 février 1886.
Münster se développe progressivement en tant que nœud ferroviaire. Le réseau ferroviaire est étendu jusqu'à Neubeckum en 1903 et via Coesfeld jusqu'à Empel-Rees en 1908. La gare ne peut cependant pas atteindre l'importance souhaitée par la ville, notamment parce que la ligne principale Cologne-Ruhr-Hanovre-Berlin ne passe pas par Münster. Les installations ferroviaires ne sont modifiées que dans les moindres détails au cours de la Première Guerre mondiale. La gare est particulièrement importante d'un point de vue militaire durant ces années. Après la fin de la Première Guerre mondiale, il y a une pénurie de locomotives et de wagons car 5 000 locomotives et 150 000 wagons doivent être livrés en guise de réparations.

### 1920–1933

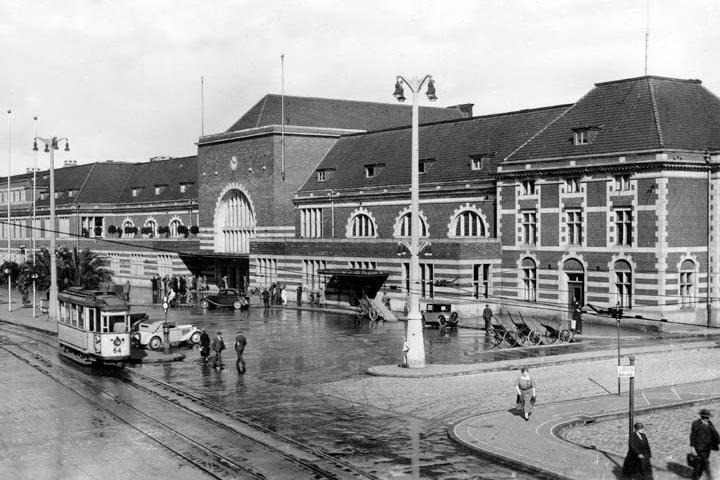
La gare centrale après la reconstruction en 1930

En 1920, les chemins de fer d'État sont fusionnés avec la Deutsche Reichsbahn. En 1924, la Reichsbahn est transformée en société privée Deutsche Reichsbahn. Durant cette période, le réseau ferroviaire de Münster est étendu avec la ligne vers Lünen (de) (1928) et le contournement ferroviaire de marchandises (de) (1930). Alors que le volume du trafic continue d’augmenter vers la fin des années 1920, la construction d’une autre plate-forme est nécessaire. En outre, en 1928/30, le bâtiment de la gare est transformé en un bâtiment représentatif comme « porte d'entrée vers la ville moderne » ; la transformation doit être achevée pour la Journée catholique de septembre 1930.

### 1933–1945
L'intégration dans le système « Blitzzug » est importante pour Münster. À partir du 6 octobre 1935, Münster est reliée à ce système sur la ligne Cologne-Hambourg. Avec le début de la Seconde Guerre mondiale, la situation change fondamentalement . Les concessions de voyage sont supprimées et en janvier 1940, un horaire réduit entre en vigueur en raison de la guerre. D’autres réductions d’horaires suivent. En 1941/42, un bunker souterrain conçu pour accueillir 2 000 personnes est construit sous la gare centrale de Münster. Cet avion est touché en 1945, mais sans faire de blessés. Au cours de 102 raids aériens sur Münster (de), les installations ferroviaires sont également ciblées par les bombardiers alliés. Le résultat des raids aériens sur la zone de la gare est la perte de wagons et de locomotives et la destruction de 75 à 80 % des systèmes de voies. Le bâtiment de la gare est complètement détruit.

### Depuis 1945
Le 2 avril 1945, les troupes alliées entrent dans Münster. Depuis fin avril, les routes vers l'ouest sont à nouveau ouvertes. À l'été 1945, la reconstruction des voies et des postes d'aiguillage peut commencer. Après la réparation des ponts détruits dans la zone de l'écluse de Münster, les trains peuvent à nouveau circuler en direction d'Osnabrück. Comme il ne reste que le squelette en acier du hall des quais et que les quais, les escaliers et les tunnels sont inutilisables, ils doivent être temporairement réparés avant que le trafic de passagers puisse reprendre. En 1949, une rampe est construite vers le chemin de fer du port de la ville, par laquelle les trains de voyageurs du chemin de fer d'État de Westphalie (de) de Lippstadt peuvent atteindre la gare principale. À cet effet, la compagnie ferroviaire westphalienne construit un cinquième quai du côté Est de la gare, qui n'est desservi que par ses propres trains. Depuis la fermeture du trafic voyageurs sur la ligne vers Lippstadt (de) pour l'horaire d'hiver 1975, ce quai est également fermé et l'accès à celui-ci est fermé. Au début des années 1950, les bâtiments de la gare sont reconstruits en plusieurs phases de construction. Le hall de la gare est achevé en 1958 et les travaux de la gare sont terminés en 1960. Les plans de construction de la gare et de la direction fédérale des chemins de fer adjacente proviennent de l'architecte en chef des chemins de fer fédéraux allemands, Theodor Dierksmeier (de), originaire de Münster. À partir du 8 juin 1960, Münster est raccordée au réseau TEE. Le TEE « Parsifal » relie Hambourg à Paris et s'arrête à la gare centrale de Münster. Le train de luxe quitte Münster à 16h59 et atteint la capitale française à 23h35. En septembre 1968, la ligne entre la Ruhr et Hambourg est entièrement électrifiée ; Münster est raccordée au réseau ferroviaire fédéral électrique par le sud deux ans plus tôt. La ligne vers Emden est électrifiée en 1981.

## Situation actuelle

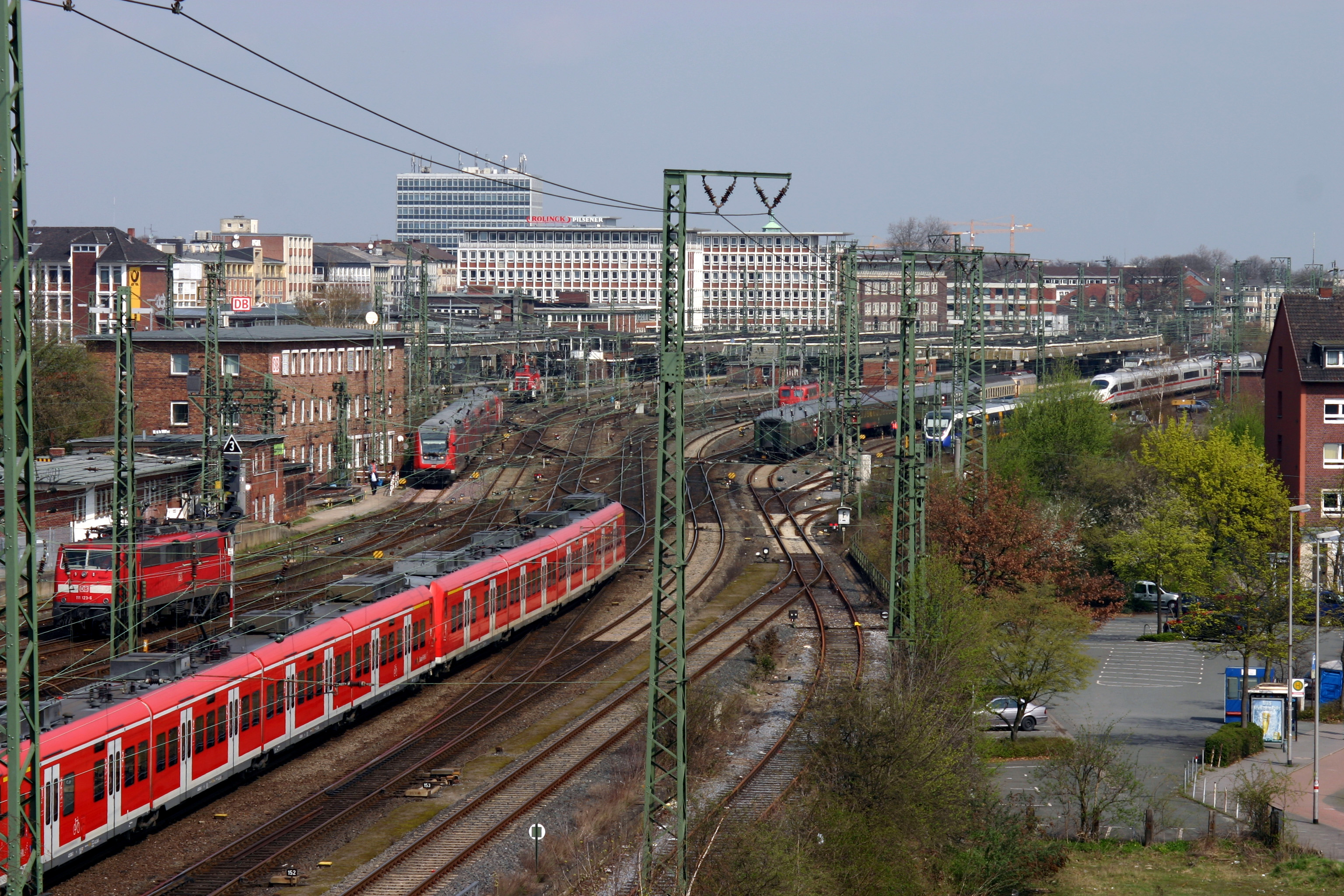
Périmètre de la voie

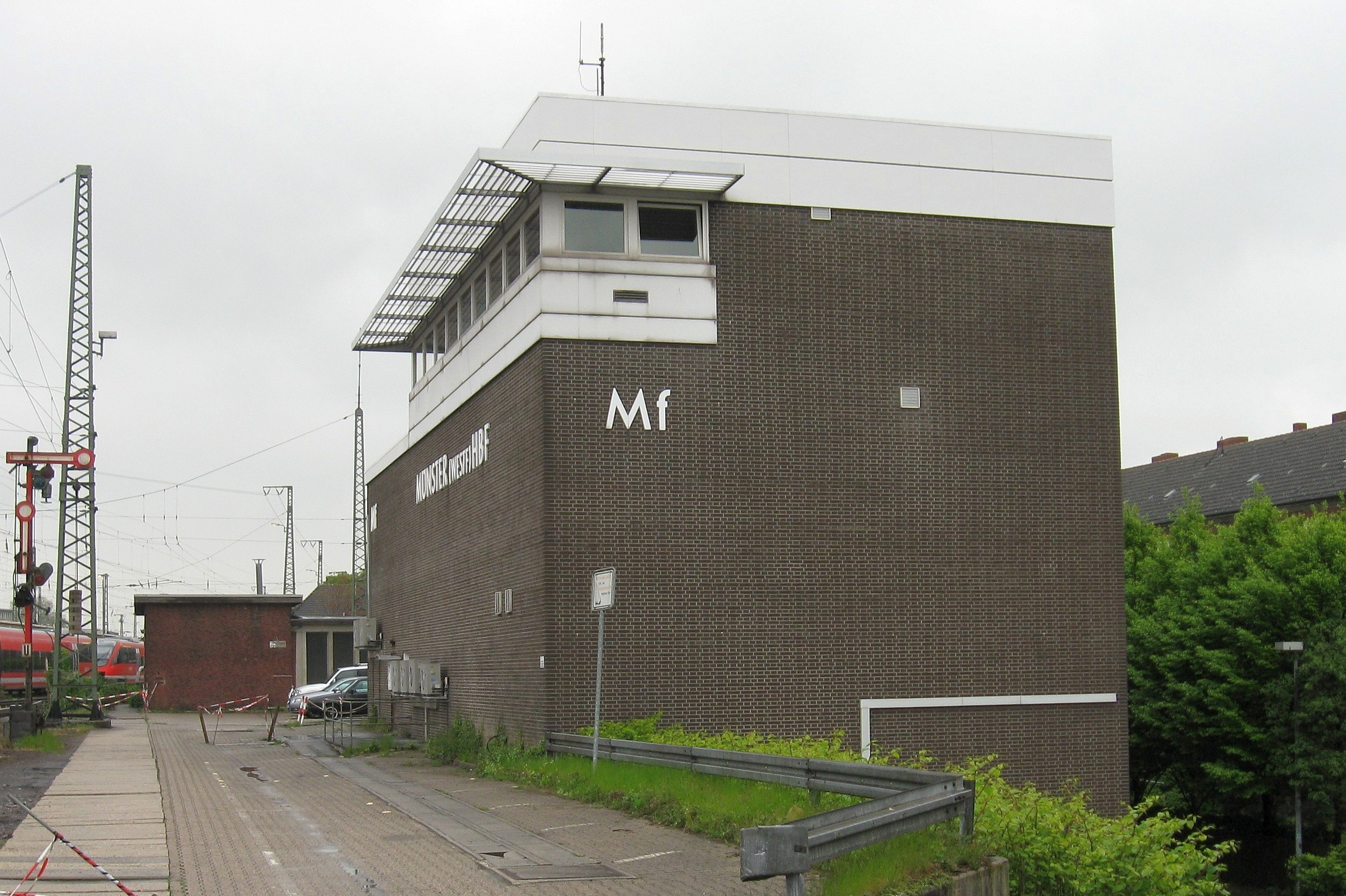
Poste de signalisation central

Les principales lacunes du système ferroviaire local sont la liaison directe trop lente vers la région voisine de Westphalie-Orientale (de) avec le centre régional de Bielefeld (une heure et demie de trajet pour environ 65 km à vol d'oiseau), la limitation des performances de la ligne principale de Hambourg – Dortmund en raison du tracé en grande partie à voie unique (partiel) entre Münster et Lünen (de) et de la vulnérabilité accrue aux retards qui en résulte. Le 24 juin 2017, le gouvernement fédéral annonce l'extension de l'ensemble de la ligne Dortmund-Münster, car il est convaincu de la nécessité urgente d'une ligne à double voie. Ceci s'applique également à la connexion prévue de Münster au Rhin-Ruhr Express (RRX). La section de la gare Gbf (gare de marchandises) de Münster (Westf), située au sud de la gare principale entre les voies vers Hamm côté Ouest et celles vers Wanne-Eickel côté Est et équipée d'une bosse, a été fermée comme gare de jonction en 1994. Une telle installation de gare de marchandises située entre deux lignes est rare, car les gares de marchandises sont généralement situées à côté de la gare de voyageurs associée ou sur un seul côté de toutes les lignes traversant toute la gare. La gare de marchandises est structurellement séparée de la gare de voyageurs par la Hafenstrasse, mais administrativement, elle forme pour la plupart une unité avec la gare de voyageurs. En raison de la faible importance et du déclin de l'industrie à Münster et du déplacement du trafic vers les routes, même dans le trafic local, l'entreprise n'a plus qu'un seul client (Waggonbau Kiffe). Seuls les wagons vides devant être révisés y sont traités. Cependant, les wagons de marchandises chargés ne peuvent plus être traités à Münster. C'est pourquoi la démolition de ces voies est prévue dans le « Plan d'aménagement du territoire 2010 ». Au sud-est de la gare de marchandises se trouvent les voies d'évitement et l'atelier pour les trains de voyageurs de la DB Regio NRW. Ceci n'est pas affecté par la démolition éventuelle prévue. Au sud de la gare de marchandises et de stockage, la ligne vers Hamm est conduite sur un ouvrage de croisement au-dessus des voies vers Wanne-Eickel et Lünen. Malgré les vastes réseaux de voies dans la zone de l'ancienne gare de marchandises, la Deutsche Bahn constate en décembre 2021 un manque de places de stationnement adaptées à la gare. Alors que le nombre de trains partant et arrivant à Münster continue d'augmenter au fil du temps, le nombre de voies de garage reste le même. Afin de permettre aux trains de continuer à tourner ici à l'avenir, des mesures seront nécessaires. Un temps de rotation plus long sur le quai est toutefois hors de question, car cela limiterait encore davantage la capacité de la gare de voyageurs déjà très fréquentée. C’est l’une des raisons pour lesquelles la gare est considérée comme un « goulot d’étranglement central » dans la région.
La chute mortelle de Werner Hoppe (de), juriste et avocat de 79 ans, le 9 juillet 2009 dans la gare centrale et la première réaction de la Deutsche Bahn à cet accident avec sa cause ont suscité l'indignation et déclenché un débat sur l'état de la gare

### Démolition et reconstruction de la gare

#### Planification en amont
Le 26 janvier 2007, le PDG de la Deutsche Bahn AG, Hartmut Mehdorn (de), annonce lors du traditionnel Kramermahl (de) à l'hôtel de ville de Münster que la gare serait bientôt rénovée, sans donner de date précise. Le 30 mai 2007, la ville de Münster décide d'attribuer le contrat de construction à l'entreprise Timon. Depuis lors, la décision finale concernant la construction et l'entreprise de construction à laquelle elle sera confiée est prise par la Deutsche Bahn. D'après une réunion du Comité de planification du 18 octobre 2007, la question du financement a été en grande partie résolue, de sorte que le début définitif des travaux est prévu pour début 2009, une fois toutes les planifications et négociations terminées. Cependant, en avril 2009, il est appris que la Deutsche Bahn AG a cessé de collaborer avec le promoteur du projet pour des raisons de coûts. La ville de Münster continue à essayer d'obtenir un financement. La réorganisation de la gare actuelle ne doit pas être affectée par cela et doit débuter à l'automne 2009.

#### Travaux sur les quais

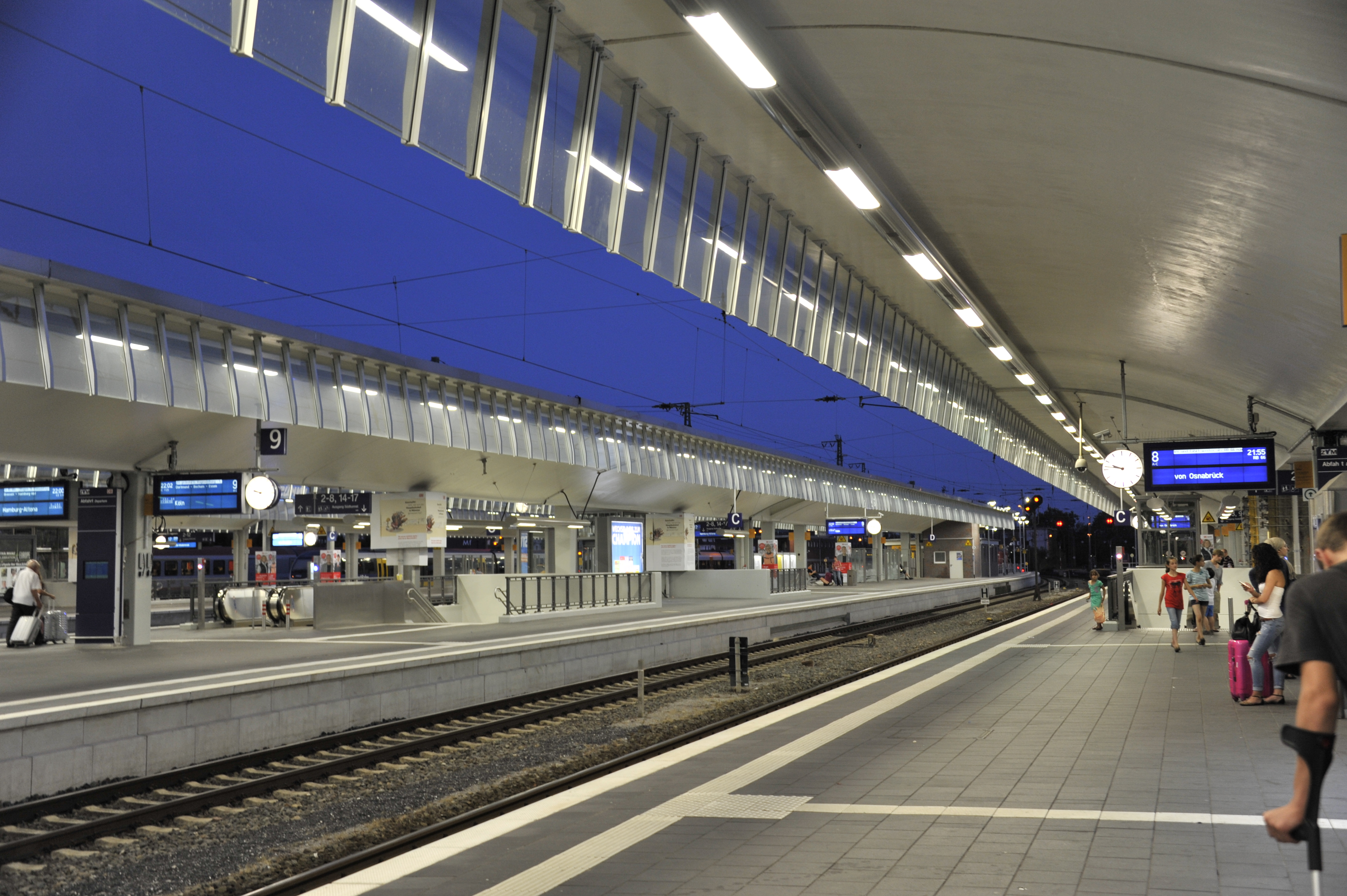
Quais après rénovation (2013)

En novembre 2009, les travaux débutent dans le tunnel nord de 80 mètres de long. La modernisation de la « gare routière » est en cours depuis fin 2010. Des ascenseurs sont installés et les toitures sont largement rénovées. À partir de 2011, les quais sont rénovés. Les travaux de construction sont achevés le 30 avril 2013.
La rénovation des quais comprend essentiellement un nouveau tunnel piétonnier sud plus large, la construction de nouveaux escaliers mécaniques et ascenseurs, un nouvel éclairage sur les quais, de nouvelles salles d'attente et de nouveaux éléments en verre,.  Il y a 16 550 m2 de revêtement de quai renouvelés, bordures de quai sur une longueur de 2,1 kilomètres et près de 10 000 m2 de surface de toiture rénovés. De plus, le tunnel principal est élargi de 5,6 mètres par 10 mètres élargis et environ 12 000 mètres cubes de terre déplacés
Le 28 mai 2013, les installations de circulation modernisées sont inaugurées en présence du ministre fédéral des transports, de la construction et du développement urbain Peter Ramsauer, du ministre fédéral de la santé Daniel Bahr de Münster, du maire de Münster Markus Lewe (de) et d'une centaine d'invités d'honneur,,. À ce moment-là, les coûts s’élèvent à 38 millions d’euros,

#### Travaux sur la Berliner Platz

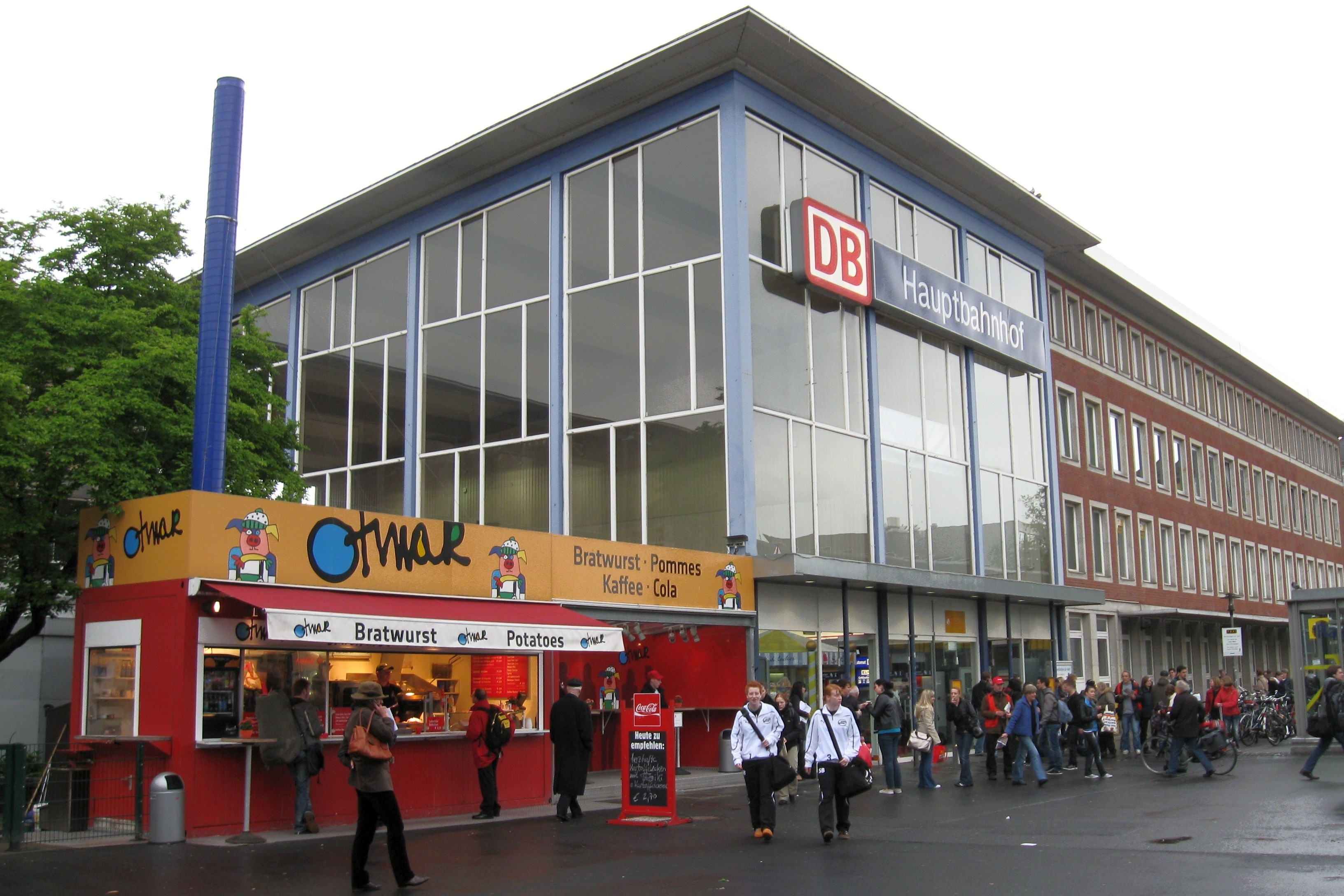
Ancien bâtiment d'accueil de la gare centrale, démoli en 2015

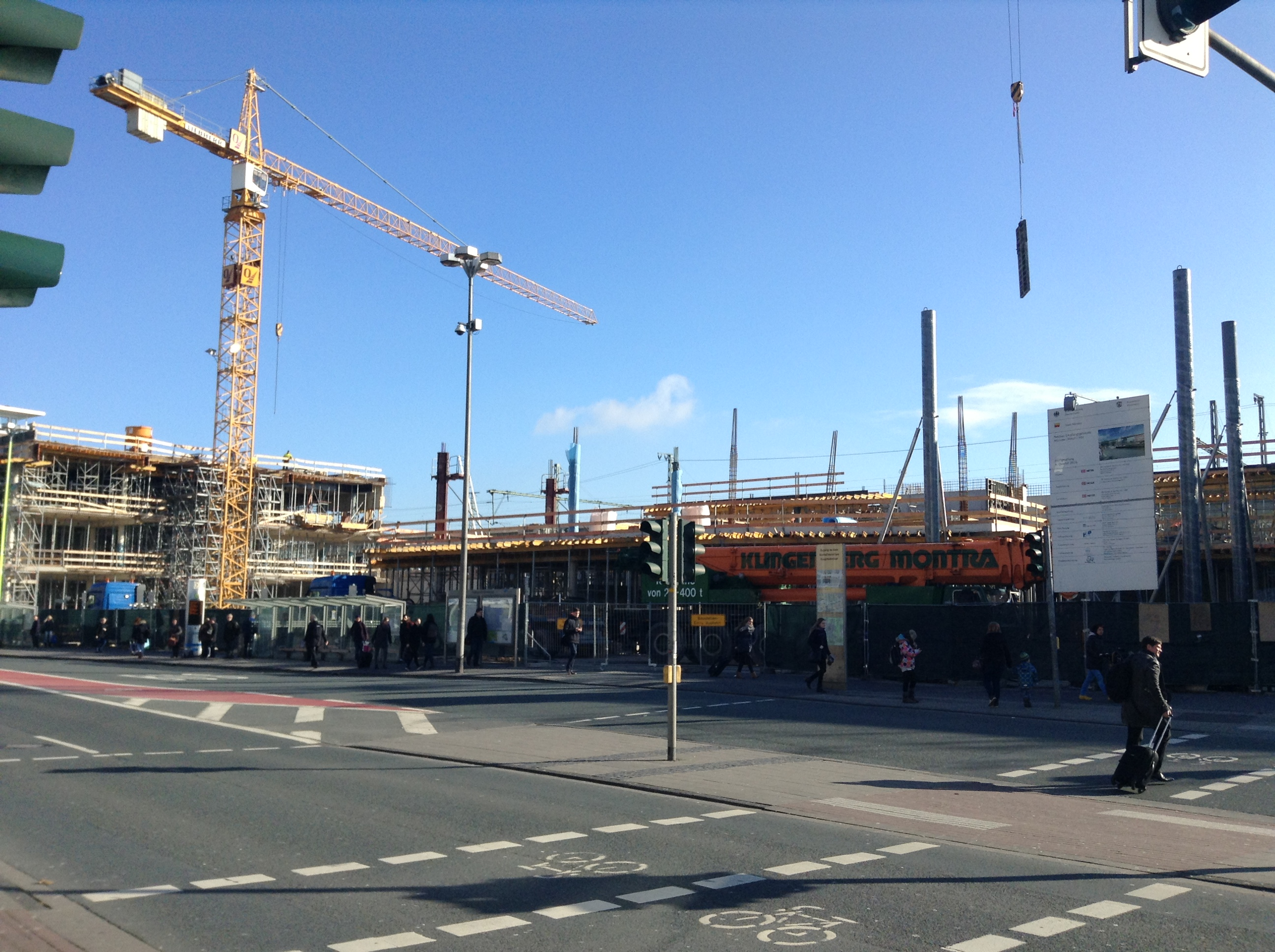
Vue du chantier, février 2016

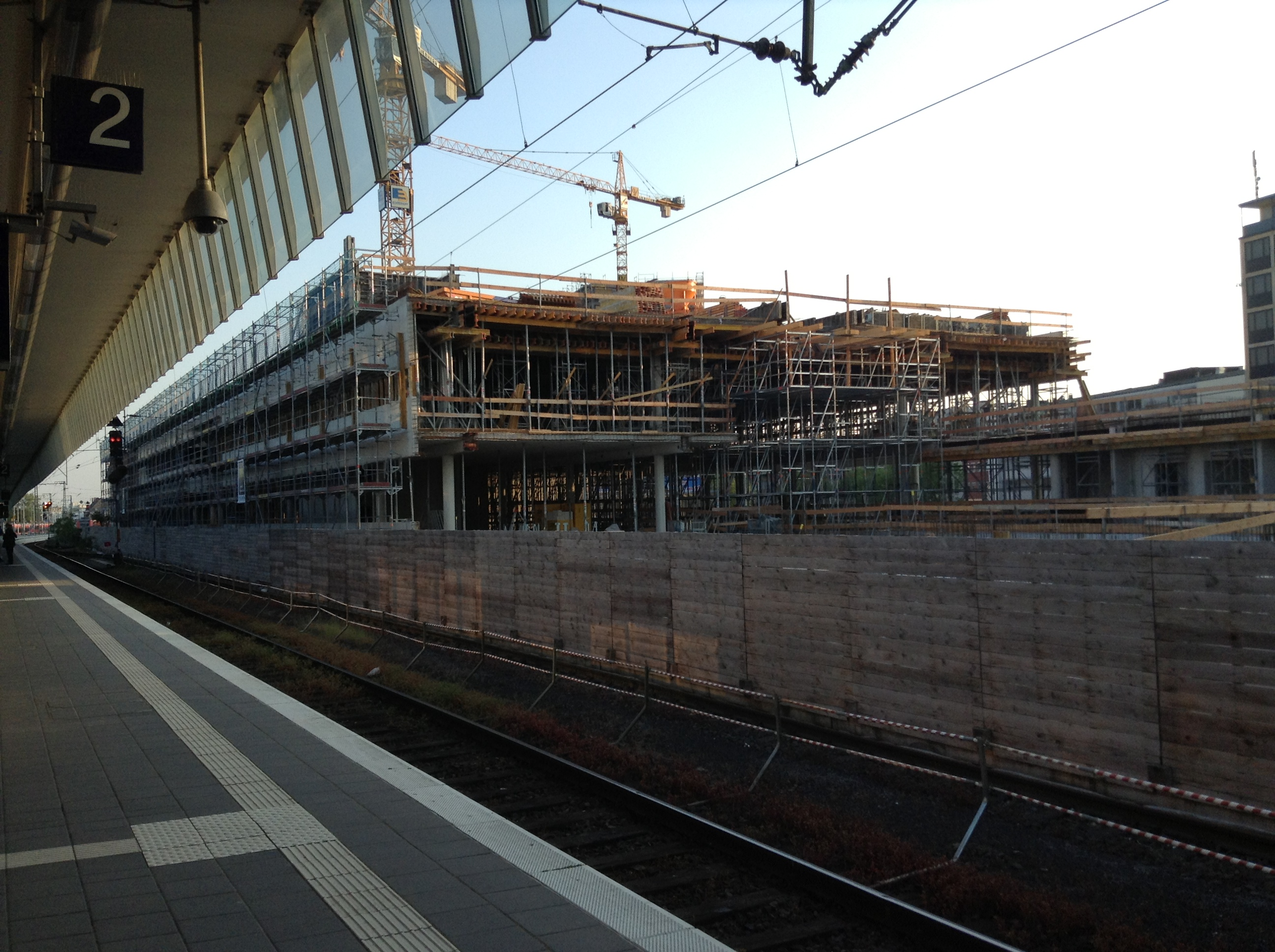
Chantier vu depuis le quai 2, mi-mai 2016

Le 23 mars 2011, il est décidé de démolir le bâtiment d’accueil ouest et de le reconstruire. Le propriétaire du bâtiment de la gare est la Deutsche Bahn AG, et la ville de Münster est responsable de la construction de la zone entourant la gare. Selon les plans initiaux, la démolition du bâtiment d'accueil des années 1950 doit commencer en 2013, mais est achevée en 2015. Le 30 mars 2011, les plans pour la nouvelle construction du bâtiment d'accueil, y compris le développement du quartier de la gare, sont présentés par des représentants de la DB et de la ville de Münster. Le nouveau bâtiment d'accueil en verre d'une superficie de 8 000 mètres carrés et une longueur de 140 mètres entre le nord et l'entrée principale, dont l'achèvement est prévu au plus tard en 2016, doit coûter environ 32 millions d'euros,. Le gouvernement fédéral doit financer le projet à hauteur de dix millions d'euros et la ville de Münster doit apporter cinq millions supplémentaires,.
Selon Martin Sigmund, directeur de la division régionale ouest de DB Station & Service AG, la construction du nouveau bâtiment de la gare doit commencer au début de l'année 2014/2015,,,. Alors que les travaux de démolition de l'ancien bâtiment de la gare commencent, le tunnel nord de la gare est fermé en décembre 2014. Fin mai 2013, une période de construction de 18 à 20 mois est prévue, la date d'achèvement prévue est révisée au printemps 2017. Le 31 mars 2016, le Westfälische Nachrichten (WN) annonce que la mise en service du nouveau bâtiment de la gare est prévue pour le 2e trimestre 2017. Fin mars 2016, les travaux de démolition et les travaux de fondation spéciaux sont achevés. Le gros œuvre est partiellement achevé jusqu'au deuxième étage. La cérémonie d'achèvement du gros œuvre a lieu début juillet 2016. Les retards dans la construction sont principalement causés par une suspicion de bombes non explosées.
Les prix de location des nouveaux magasins doivent se situer dans la même fourchette de prix que ceux du Prinzipalmarkt ou de la Salzstraße (de). Même si certains de ces loyers sont même supérieurs au niveau de location du centre-ville, les magasins sont déjà entièrement loués à la fin du mois de mai 2013. Fin mai 2013, les projets de façade du bâtiment d'accueil prévu, présentés au printemps 2011, sont repensés à la demande de la ville de Münster, afin que la façade en verre s'intègre mieux dans le paysage urbain de Münster grâce à une accentuation verticale plus forte.
Du 15 janvier 2015 jusqu'à la réouverture le 24 juin 2017, le hall de la gare et les entrées directes vers le centre-ville de Münster sont fermés. L'accès à la gare n'est possible que par les entrées et sorties du côté Est de la gare en direction de Bremer Platz. Le centre-ville est accessible par le « tunnel d'Hambourg » ou par la Wolbecker Straße au nord. À cette fin, le « tunnel d'Hambourg » est fermé à la circulation automobile et, après avoir été réaménagé pour être accessible aux personnes à mobilité réduite, il ne peut être utilisé que par les piétons et les cyclistes. Le trajet à pied jusqu'au centre-ville ou jusqu'aux arrêts de bus de la gare centrale est ainsi prolongé jusqu'à cinq minutes (à vitesse de marche normale). En fermant le hall de la gare, le bâtiment d’accueil et d’autres structures peuvent être démolis.

#### Travaux sur la Bremer Platz

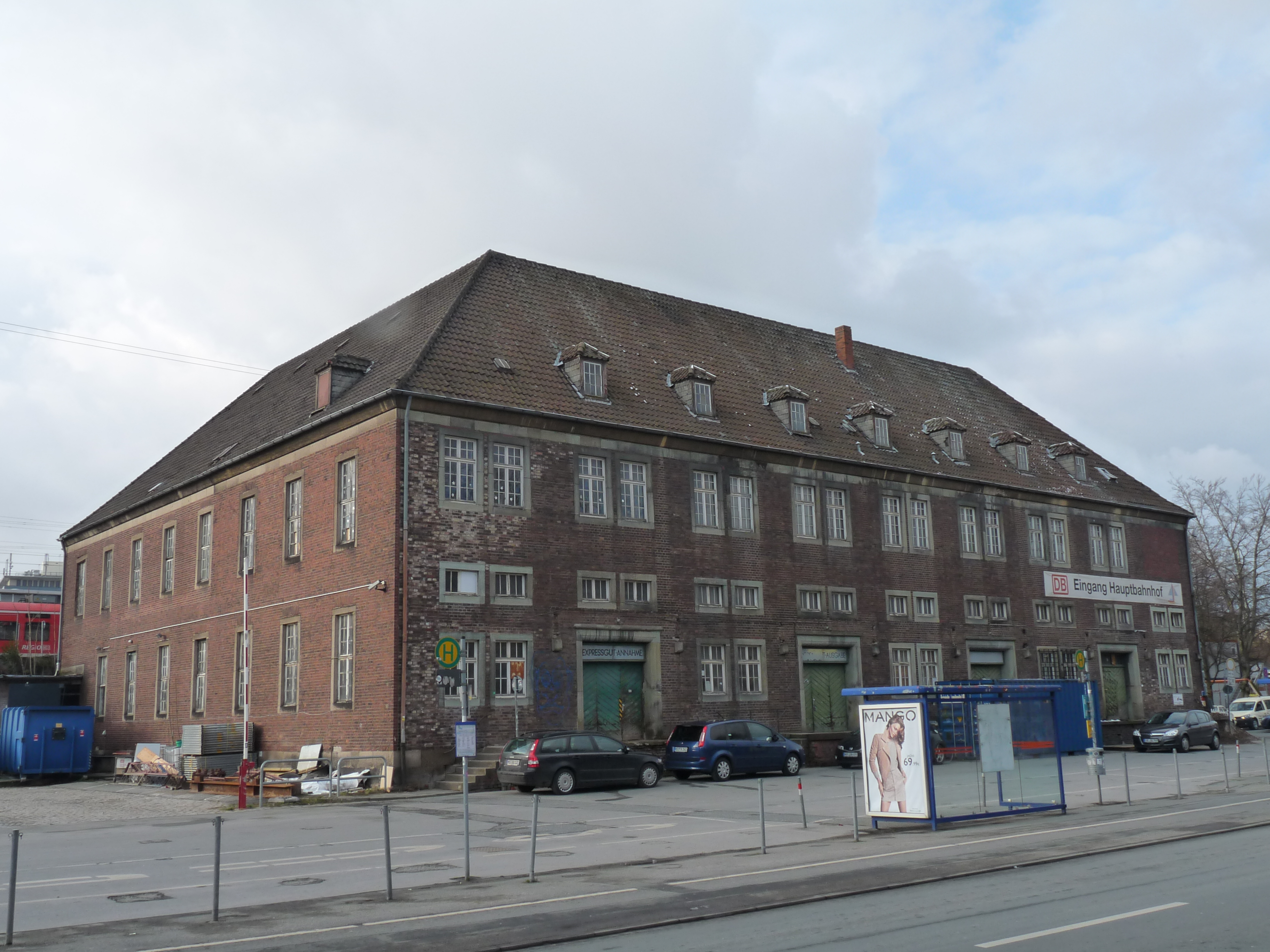
Ancienne zone de manutention des bagages

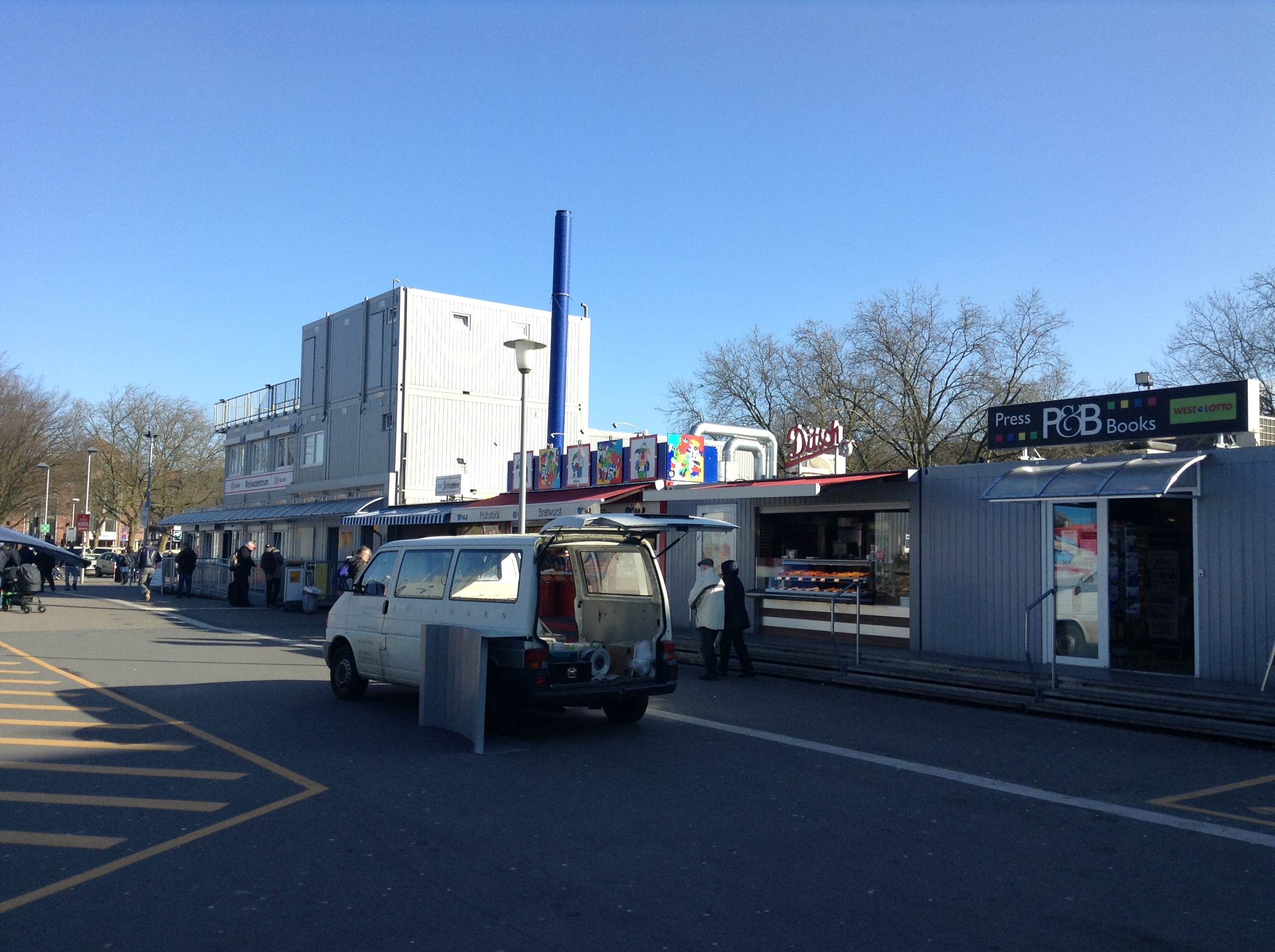
Village de conteneurs sur la Bremer Platz, février 2016

L'ancienne zone de traitement des bagages, située à l'est de la gare centrale, est désossé à partir du 1er avril 2013. Elle est restée inoccupée depuis quelques années. Commencée le 6 mai 2013, la démolition du bâtiment, qui doit s'achever le 28 juin 2013, a duré environ sept semaines. Cela signifie la disparition du bâtiment presque centenaire, construit dans les années 1920 et qui abritait pendant son existence le traitement des marchandises express, l'entrepôt de vêtements du chemin de fer, des locaux de stockage, des locaux pour un exploitant de distributeurs automatiques et la restauration des trains régionaux,. Fin mai 2013, après la fin des travaux de démolition de la zone de manutention des bagages, une petite dépendance est démolie, située sous des lignes aériennes passant sous 15 kilovolts de tension. La démolition des deux bâtiments est réalisée par un Komatsu PC 290 d'une longueur de 18,30 mètres. Selon les plans de la direction de la gare, le développement ultérieur du côté Est de la gare ne peut être poursuivi qu'une fois les travaux du bâtiment d'accueil terminés. Le site doit être vendu à un investisseur, plusieurs manifestations d’intérêt ayant déjà été reçues. La ville de Münster prévoit entre autres de construire un autre hôtel de ville sur ce site. Fin mai 2013, il est annoncé que les projets de la ville sont suspendus. Toutefois, pendant les travaux du nouveau bâtiment d'accueil, le terrain libéré reste dans un premier temps non aménagé afin de pouvoir être utilisé comme aire de stationnement pour les véhicules de chantier et les matériaux de construction. Afin de remplacer temporairement le bâtiment d'accueil démoli, un village de conteneurs est temporairement construit sur la Bremer Platz.
Après quelques retards, les travaux principaux de la « porte de la Hanse », un nouveau quartier avec un hôtel, des commerces, des espaces résidentiels et un parking à vélos, débutent à la mi-2019 ; certains travaux préparatoires ont déjà été effectués au préalable. À Bremer Platz, 28 000 mètres carrés de nouvelle surface de plancher, répartis en trois grands bâtiments. La gare centrale reçoit ainsi une entrée attrayante sur son côté Est. Le temps de construction est estimé à deux ans. En décembre 2022, les travaux de construction de l'espace extérieur sont également achevés.

### Occupation des voies
Les numéros de voies augmentent d’Ouest en Est. La voie 2 est la voie la plus à l'Ouest, la voie 21 est la plus à l'Est,.
Remarque : Les lignes indiquées s'arrêtent principalement, mais pas exclusivement, à ces quais. En particulier, certains trains longue distance qui ne font pas partie de l’horaire habituel ont des quais différents. Pour les trains locaux, des quais de départ/arrivée différents sont prévus, notamment la nuit. Veuillez noter que les lignes IC/ICE ont souvent de nombreuses stations terminales différentes tout au long de la journée.
| Quai  | Section                                                                         | Plate-forme n°                                                                  | Ligne/direction                                                                         | Ligne/direction                                                                                       | Remarques |
| Quai  | Section                                                                         | Plate-forme n°                                                                  | Transports longue distance                                                              | Transports urbains                                                                                    | Remarques |
| ----- | ------------------------------------------------------------------------------- | ------------------------------------------------------------------------------- | --------------------------------------------------------------------------------------- | --- | --- |
| 1     | Contournement de la voie 2 A-C                                                  | Contournement de la voie 2 A-C                                                  | Contournement de la voie 2 A-C                                                          | Contournement de la voie 2 A-C                                                                        | Contournement de la voie 2 A-C                                                                                             |
| 2     | A-C                                                                             | 1                                                                               | Aucun                                                                                   | RE 15 Emden RB 65 Rheine (trains de régulation)                                                       | Dans la section D, la voie 1 bifurque (aiguillage central), c'est pourquoi cette section n'est pas occupée par des trains. |
| 2     | E                                                                               | 1                                                                               | Aucun                                                                                   | RB 63 Coesfeld / Zentrum Nord RB 89 Paderborn (amplificateur)                                         | Dans la section D, la voie 1 bifurque (aiguillage central), c'est pourquoi cette section n'est pas occupée par des trains. |
| 3     | A-C                                                                             | 1                                                                               | ICE / IC En direction du sud, si le trajet passe par Hamm                               | RB 69/89 Bielefeld / Paderborn / Warburg (trains de régulation) RE 7 Rheine / Krefeld                 | En règle générale, pas d'occupation double                                                                                 |
| 3     | D-E                                                                             | 1                                                                               | ICE / IC En direction du sud, si le trajet passe par Hamm                               | RB 69/89 Bielefeld / Paderborn / Warburg (trains de régulation) RE 7 Rheine / Krefeld                 | En règle générale, pas d'occupation double                                                                                 |
| 4     | Complet                                                                         | 2                                                                               | ICE / IC Direction Hambourg, si le trajet passe par Hamm IC 34 de/vers Francfort/Siegen | RB 64 Steinfurt / Gronau / Enschede                                                                   | |
| 5-7   | Voies de garage                                                                 | Voies de garage                                                                 | Voies de garage                                                                         | Voies de garage                                                                                       | Voies de garage |
| 8     | Complet                                                                         | 2                                                                               | IC 35 Direction sud                                                                     | RB 64 de Steinfurt / Gronau (amplificateurs individuels) RB 66 Osnabrück RB 65 Rheine (Amplificateur) | |
| 9     | Complet                                                                         | 3                                                                               | IC / EC / ICE Direction sud FLX 20 Cologne                                              | RE 2 Düsseldorf RB 65 von Rheine (Verstärker)                                                         | |
| 10    | Voie de garage                                                                  | Voie de garage                                                                  | Voie de garage                                                                          | Voie de garage                                                                                        | Voie de garage |
| 11    |                                                                                 | 3                                                                               | Aucun                                                                                   | RB 67 Bielefeld (trains individuels)                                                                  | Voie tronquée, accessible uniquement depuis le nord                                                                        |
| 12    | Complet                                                                         | 3                                                                               | IC / EC / ICE Direction Hambourg IC 35 Direction Emden FLX 20 Hambourg                  | RE 2 Osnabrück                                                                                        | |
| 13    | Durchfahrgleis für Güterverkehr                                                 | Durchfahrgleis für Güterverkehr                                                 | Durchfahrgleis für Güterverkehr                                                         | Durchfahrgleis für Güterverkehr                                                                       | Durchfahrgleis für Güterverkehr                                                                                            |
| 14    | Complet                                                                         | 4                                                                               | Aucun                                                                                   | RE 42 Essen / Mönchengladbach RE 2 Düsseldorf (nuit)                                                  | |
| 15-16 | Voies de garage                                                                 | Voies de garage                                                                 | Voies de garage                                                                         | Voies de garage                                                                                       | Voies de garage |
| 17    | A-C                                                                             | 4                                                                               | Aucun                                                                                   | RB 67 Bielefeld                                                                                       | La double traction Flirt 3 ne rentre pas dans la section D-E, c'est pourquoi pratiquement tout le quai est utilisé.        |
| 17    | D-E                                                                             | 4                                                                               | Aucun                                                                                   | RB 50 Dortmund                                                                                        | La double traction Flirt 3 ne rentre pas dans la section D-E, c'est pourquoi pratiquement tout le quai est utilisé.        |
| 18-20 | Voies de garage                                                                 | Voies de garage                                                                 | Voies de garage                                                                         | Voies de garage                                                                                       | Voies de garage |
| 21    | Actuellement désaffectée, réactivation prévue à moyen terme pour le S-Bahn (de) | Actuellement désaffectée, réactivation prévue à moyen terme pour le S-Bahn (de) | Actuellement désaffectée, réactivation prévue à moyen terme pour le S-Bahn (de)         | Actuellement désaffectée, réactivation prévue à moyen terme pour le S-Bahn (de)                       | Actuellement désaffectée, réactivation prévue à moyen terme pour le S-Bahn (de)                                            |

## Bunker souterrain

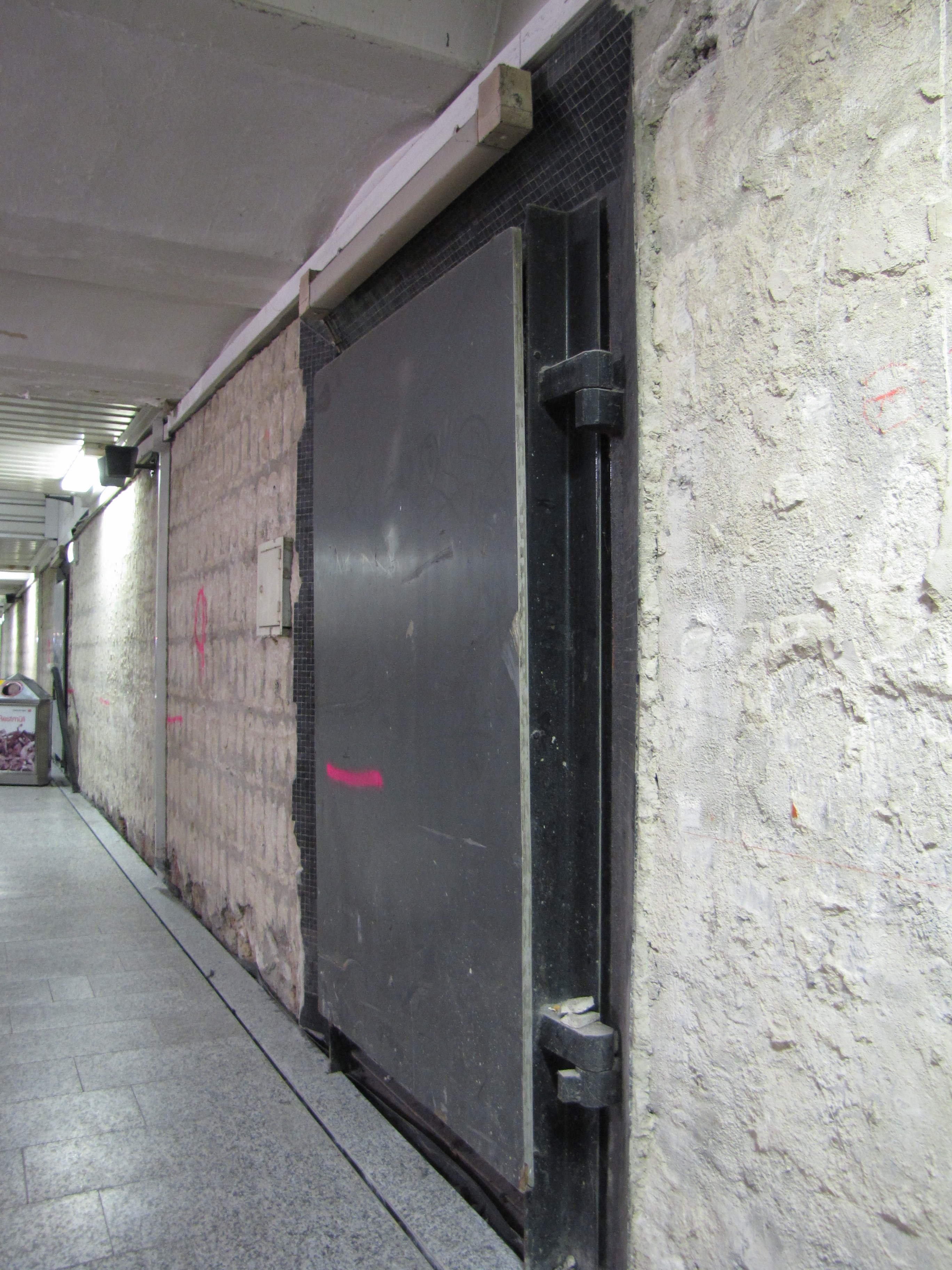
L'une des lourdes portes d'entrée du bunker

Le bunker souterrain, construit entre 1941 et 1942, existe encore aujourd'hui. Il est rendu résistant aux bombes nucléaires pendant la guerre froide. Derrière quatre portes massives en acier se trouve un sas pour cinquante personnes chacune. La porte intérieure ne s'ouvre que lorsque la porte extérieure est complètement fermée grâce à une serrure électronique. Une autre entrée se trouve au sous-sol de l'ancien bâtiment des chemins de fer fédéraux. Au total, deux mille personnes peuvent se réfugier dans le bunker de 2 500 mètres carrés. Elles peuvent y survivre pendant deux semaines, coupées du monde extérieur. Après la Seconde Guerre mondiale, il n'est cependant utilisé qu'à des fins civiles, par exemple pour accueillir les réfugiés arrivés en grand nombre à Münster pendant la guerre de Bosnie et en 2005 pendant le chaos neigeux du pays de Münster (de), lorsque tout le trafic s'est arrêté et que de nombreux passagers ont dû être hébergés temporairement,
Dans le cadre de la nouvelle construction de la gare principale, le bunker souterrain est vidé d'ici fin 2018. De plus, il est en mauvais état après que les systèmes de ventilation du bunker sont accidentellement recouverts de béton, ce qui entraîne des infiltrations d'eau et la formation de moisissures

## Service en gare

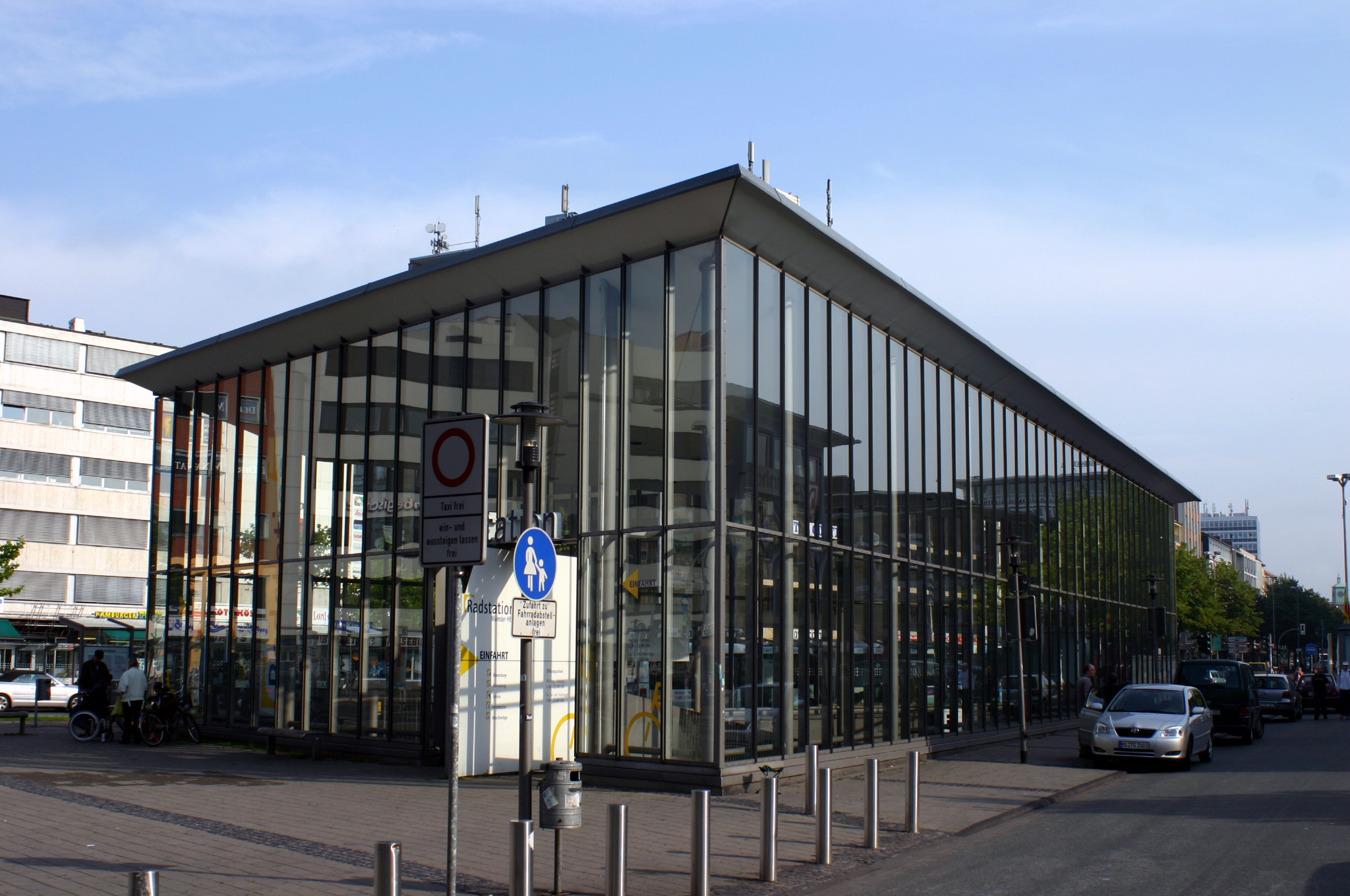
Station de vélo à la gare centrale de Münster

La gare centrale de Münster dispose d'un centre de voyages et d'un « DB Information (de) ». Münster est le siège d'une mission de gare ferroviaire qui fête son 100e anniversaire en octobre 2007. Le bâtiment de la gare, démoli en 2015, abritait également une pharmacie, une boulangerie, des restaurants, un fleuriste, une boutique de souvenirs et plusieurs librairies et magazines. Le bâtiment de la gare nouvellement construit abrite 20 commerces sur plusieurs étages, dont : Gastronomie et divers espaces de bureaux. La gare revêt également une importance considérable pour le trafic urbain. Le parvis de la gare (Berliner Platz) est le point central de presque toutes les lignes de bus du centre-ville des ateliers de la ville de Münster (de). Les compagnies de bus régionales du pays de Münster (de) et DB Westfalenbus (de) proposent également de nombreuses liaisons vers la région de Münster à partir d'ici. La Bremer Platz, située à l'est de la gare, est également connue sous le nom de « gare du caoutchouc » ; c'est ici que partent les autocars et les bus longue distance avant les travaux de reconstruction. Le terme remonte à l'origine à la gare routière des transports régionaux, qui est située à l'emplacement de l'actuelle zone verte de la Bremer Straße du début des années 1960 au milieu des années 1980. Aujourd'hui, la gare routière longue distance est située à environ 400 mètres au sud-ouest de la gare ferroviaire, sur la Hafenstrasse
Le vélo est très important pour la circulation en centre-ville. De nombreux voyageurs utilisent un vélo pour se rendre à la gare et en revenir. Afin de lutter contre le stationnement illégal de vélos dans la zone de la gare, un parking à vélos (de) est construit sur la Berliner Platz, devant la gare. Il existe encore des parkings à vélos conventionnels sur la Bremer Platz

## Connexions

### Trafic longue distance
Dans le transport ferroviaire de voyageurs longue distance, la gare centrale de Münster est desservie par diverses lignes Intercity (de) et certains trains Intercity Express. Statut : Modification d'horaire 2024/25,
| Ligne  | Tracé de la ligne | Tracé de la ligne | Cycle                  | Opérateur (Matériel)                   |
| ------ | --- | --- | ---------------------- | -------------------------------------- |
| ICE 14 | (Aix-la-Chapelle – Düren (de) –) Cologne – Düsseldorf – Duisbourg – Essen – Recklinghausen – Münster – Osnabrück – Hanovre – Berlin-Spandau – Berlin – Gare de l'Est | (Aix-la-Chapelle – Düren (de) –) Cologne – Düsseldorf – Duisbourg – Essen – Recklinghausen – Münster – Osnabrück – Hanovre – Berlin-Spandau – Berlin – Gare de l'Est | trains individuels     | DB Fernverkehr (ICE 1, ICE 4)          |
| ICE 39 | Cologne – Düsseldorf – Duisbourg – Essen – Münster – Hambourg – Hambourg-Dammtor (de) – Hambourg-Altona | Cologne – Düsseldorf – Duisbourg – Essen – Münster – Hambourg – Hambourg-Dammtor (de) – Hambourg-Altona | trains individuels     | DB Fernverkehr (ICE 1)                 |
| ICE 42 | (Kiel – Neumünster (de) –) Hambourg-Altona – Hambourg-Dammtor (de) – Hambourg – Hambourg-Harbourg – Brême – Osnabrück – Münster – Dortmund – Bochum – Essen – Duisbourg – Düsseldorf – (Cologne Messe/Deutz –) Cologne – Siegburg/Bonn – Aéroport de Francfort-sur-le-Main – Mannheim – Stuttgart – Ulm – Augsbourg – Munich-Pasing (de) – Munich                    | (Kiel – Neumünster (de) –) Hambourg-Altona – Hambourg-Dammtor (de) – Hambourg – Hambourg-Harbourg – Brême – Osnabrück – Münster – Dortmund – Bochum – Essen – Duisbourg – Düsseldorf – (Cologne Messe/Deutz –) Cologne – Siegburg/Bonn – Aéroport de Francfort-sur-le-Main – Mannheim – Stuttgart – Ulm – Augsbourg – Munich-Pasing (de) – Munich                    | Toutes les deux heures | DB Fernverkehr (ICE 4, ICE 3 Velado D) |
| ICE 42 | certains trains circulent entre Dortmund et Cologne, contrairement à l'horaire réel, comme suit : Hagen – Wuppertal – Solingen (de) – | | Toutes les deux heures | DB Fernverkehr (ICE 4, ICE 3 Velado D) |
| ICE 43 | (Station balnéaire de Binz–) Hambourg-Altona – Hambourg-Dammtor (de) – Hambourg – Hambourg-Harbourg – Brême – Osnabrück – Münster – Dortmund – Bochum – Essen – Duisbourg – Düsseldorf – Hagen – Wuppertal – Solingen (de) – Cologne – Siegburg/Bonn – Aéroport de Francfort-sur-le-Main – Mannheim – Karlsruhe – Offenbourg – Fribourg-en-Brisgau – Bâle Bad – Bâle | (Station balnéaire de Binz–) Hambourg-Altona – Hambourg-Dammtor (de) – Hambourg – Hambourg-Harbourg – Brême – Osnabrück – Münster – Dortmund – Bochum – Essen – Duisbourg – Düsseldorf – Hagen – Wuppertal – Solingen (de) – Cologne – Siegburg/Bonn – Aéroport de Francfort-sur-le-Main – Mannheim – Karlsruhe – Offenbourg – Fribourg-en-Brisgau – Bâle Bad – Bâle | Toutes les deux heures | DB Fernverkehr                         |
| ICE 47 | Norddeich Mole – Norden – Emden – Rheine – Münster – Wanne-Eickel (de) – Gelsenkirchen – Duisbourg – Düsseldorf – Cologne Messe/Deutz – Siegburg/Bonn – Aéroport de Francfort-sur-le-Main – Mannheim – Stuttgart | Norddeich Mole – Norden – Emden – Rheine – Münster – Wanne-Eickel (de) – Gelsenkirchen – Duisbourg – Düsseldorf – Cologne Messe/Deutz – Siegburg/Bonn – Aéroport de Francfort-sur-le-Main – Mannheim – Stuttgart | une paire de trains    | DB Fernverkehr (ICE 3)                 |
| ICE 77 | Münster – Osnabrück – Bünde – Bad Oeynhausen (de) – Minden (de) – Hanovre – Wolfsburg – Stendal – Berlin-Spandau – Berlin – Gare de l'Est | Münster – Osnabrück – Bünde – Bad Oeynhausen (de) – Minden (de) – Hanovre – Wolfsburg – Stendal – Berlin-Spandau – Berlin – Gare de l'Est | trains individuels     | DB Fernverkehr (ICE 1, ICE 4)          |
| IC 34  | Francfort-sur-le-Main – Bad Nauheim (de) – Wetzlar – Dillenburg (de) – Siegen (de) – Siegen-Weidenau (de) – Kreuztal (de) – Lennestadt-Altenhundem (de) – Lennestadt-Grevenbrück – Finnentrop (de) – Plettenberg – Werdohl (de) – Altena – Iserlohn-Letmathe (de) – Witten (de) – Dortmund – Hamm – Münster                                                          | Francfort-sur-le-Main – Bad Nauheim (de) – Wetzlar – Dillenburg (de) – Siegen (de) – Siegen-Weidenau (de) – Kreuztal (de) – Lennestadt-Altenhundem (de) – Lennestadt-Grevenbrück – Finnentrop (de) – Plettenberg – Werdohl (de) – Altena – Iserlohn-Letmathe (de) – Witten (de) – Dortmund – Hamm – Münster                                                          | deux paires de trains  | DB Fernverkehr                         |
| IC 35  | Norddeich Mole – Norddeich – Norden – | Emden – Leer – Papenbourg – Meppen (de) – Lingen (de) – Rheine – Münster – Recklinghausen – Wanne-Eickel (de) – Gelsenkirchen – Oberhausen – Duisbourg – (Aéroport de Düsseldorf –) Düsseldorf – Cologne | Toutes les deux heures | DB Fernverkehr (IC 2)                  |
| IC 35  | Port extérieur d'Emden – | Emden – Leer – Papenbourg – Meppen (de) – Lingen (de) – Rheine – Münster – Recklinghausen – Wanne-Eickel (de) – Gelsenkirchen – Oberhausen – Duisbourg – (Aéroport de Düsseldorf –) Düsseldorf – Cologne | Toutes les deux heures | DB Fernverkehr (IC 2)                  |
| IC 39  | Cologne – Düsseldorf – Duisbourg – Essen – Münster – Hambourg – Hambourg-Dammtor (de) – Itzehoe (de) – Niebüll (de) – (Westerland (de)/Dagebüll Mole (de)) | Cologne – Düsseldorf – Duisbourg – Essen – Münster – Hambourg – Hambourg-Dammtor (de) – Itzehoe (de) – Niebüll (de) – (Westerland (de)/Dagebüll Mole (de)) | deux paires de trains  | DB Fernverkehr (IC (de))               |
| IC 55  | Dortmund – Recklinghausen – Münster – Bad Oeynhausen (de) – Minden (de) – Hanovre – Brunswick – Helmstedt (en) – Magdebourg – Dessau (de) – Bitterfeld (de) – Leipzig – Riesa (de) – Dresde-Neustadt (de) – Dresde | Dortmund – Recklinghausen – Münster – Bad Oeynhausen (de) – Minden (de) – Hanovre – Brunswick – Helmstedt (en) – Magdebourg – Dessau (de) – Bitterfeld (de) – Leipzig – Riesa (de) – Dresde-Neustadt (de) – Dresde | un train le vendredi   | DB Fernverkehr (IC 2)                  |
| IC 55  | Münster – Dortmund – Hagen – Wuppertal – Solingen (de) – Cologne – Bonn – Coblence – Mayence – Mannheim – Heidelberg – Vaihingen (de) – Stuttgart | Münster – Dortmund – Hagen – Wuppertal – Solingen (de) – Cologne – Bonn – Coblence – Mayence – Mannheim – Heidelberg – Vaihingen (de) – Stuttgart | un train par jour      | DB Fernverkehr (IC 2)                  |
| FLX 20 | Hambourg – Hambourg-Harbourg – Brême – Osnabrück – Münster – Gelsenkirchen – Essen – Duisbourg – Düsseldorf – Cologne | Hambourg – Hambourg-Harbourg – Brême – Osnabrück – Münster – Gelsenkirchen – Essen – Duisbourg – Düsseldorf – Cologne | 2-3 paires de trains   | Flixtrain                              |
| NJ 89N | Innsbruck – Jenbach (de) – Wörgl (de) – Kufstein (de) – Rosenheim (de) – Munich – Nuremberg – Wurtzbourg – Cassel-Wilhelmshöhe – Hamm – Münster – Deventer – Amersfoort – Amsterdam | Innsbruck – Jenbach (de) – Wörgl (de) – Kufstein (de) – Rosenheim (de) – Munich – Nuremberg – Wurtzbourg – Cassel-Wilhelmshöhe – Hamm – Münster – Deventer – Amersfoort – Amsterdam | une paire de trains    | ÖBB                                    |
| NJ 89N | À Nuremberg, les voitures de la ligne 91N sont accrochées et décrochées selon le parcours suivant: Vienne – Vienne-Meidling (de) – St. Pölten – Linz (de) – Wels (de) – Passau – Ratisbonne (de) – Nuremberg – | | une paire de trains    | ÖBB                                    |

Depuis l'année horaire 2025, les ÖBB Nightjets reliant Amsterdam à Innsbruck et Vienne s'arrêtent comme prévu à Münster

### Transport régional
Dans le transport ferroviaire local de voyageurs, il existe au total quatre lignes de trains express régionaux et huit lignes de trains régionaux :
D'ici 2030, la gare centrale doit être agrandie pour devenir un pôle d'attraction du S-Bahn du pays de Münster (de). À cette fin, de nombreuses connexions existantes seront étendues et renommées.